# Протоармянский язык
Протоармя́нский язы́к — наиболее ранняя, в письменной форме не засвидетельствованная стадия армянского языка, реконструируемая лингвистами.
Протоармянский язык произошёл от праиндоевропейского и образует в индоевропейской языковой семье отдельную ветвь, хотя некоторые особенности объединяют его с древнегреческим и индоиранскими языками.

## Происхождение

### Автохтонная гипотеза
Согласно армянской гипотезе происхождения индоевропейских языков, поддерживаемой в трудах Т. В. Гамкрелидзе и В. В. Иванова, место зарождения армянского языка, как и других индоевропейских, следует искать в пределах Армянского нагорья. Несмотря на то, что ряд утверждений, связанных с этой гипотезой, был подвергнут критике, новейшие генетические исследования подтверждают участие населения Закавказья в генезисе праиндоевропейцев. В частности, выяснилось, что ямная культура, распространившая индоевропейский язык в Европе, возникла после слияния двух компонентов: восточноевропейских охотников-собирателей и ближневосточного населения. Так, Дэвид Райх в своей статье 2018 года «Кто мы и как мы сюда попали», утверждает, что «наиболее вероятное местоположение населения, впервые заговорившего на индоевропейском языке, находится к югу от Кавказских гор, возможно, в современном Иране или Армении, потому что древняя ДНК людей, которые там жили, соответствует тому, что мы ожидаем от исходной популяции как для ямной культуры, так и для древних анатолийцев».
Ван (2018) отмечает, что Кавказ служил коридором для потока генов между степью и культурами к югу от Кавказа во время энеолита и бронзового века, утверждая, что это «открывает возможность родины праиндоевропейцев к югу от Кавказа». Кристиан Кристиансен в интервью «Der Spiegel» в мае 2018 года заявил, что у ямной культуры мог быть предшественник на Кавказе, где зародился праиндоевропейский язык.
Хаак (2015) приходят к выводу, что гипотеза генезиса индоевропейцев на Армянском нагорье приобретает правдоподобность, поскольку ямная культура частично произошла от ближневосточного населения. По мнению Хаака, однако, вопрос о языках двух этих групп населения остаётся открытым.
Вместе с тем, согласно Кроонену (2018) и Дамгаарду (2018), самое ранее появление анатолийских имён в письменных источниках государства Арми относится к в 3000—2400 г. до н. э., то есть ко времени генезиса ямной культуры. Происхождение анатолийских языков связывается с миграцией населения доямных степных культур — хвалынской и среднестоговской. Впрочем, эта миграция степного населения в Малую Азию не оставила генетического следа в последующем населении Армянского нагорья. Следующая миграция степного населения в Закавказье произошла в бронзовом веке; с ней связывают возникновение протоармянского языка, триалетской и лчашен-мецаморской археологических культур.
В июле 2023 в журнале «Science» было опубликовано исследование П. Хеггарти, согласно которому реконструируемый праиндоевропейский язык существовал около 8120 лет назад на Южном Кавказе, откуда впоследствии носители разных ветвей распространились по Евразии. Часть из них оказалась в Европе по анатолийскому маршруту, а другая, по-видимому, — через Понтийско-Каспийскую степь. По мнению авторов, лишь три древних письменных языка можно рассматривать в качестве прямых предков для современных языков: классический армянский (грабар) и три варианта древнегреческого языка. Согласно проведённому исследованию, индоевропейские языки делятся на десять основных ветвей: анатолийскую, тохарскую, албанскую (палеобалканскую), армянскую, греческую, индоиранскую, балто-славянскую, германскую, италийскую и кельтскую. На более древнем уровне выделяются греко-армянская (распавшаяся более 6000 лет назад) и германо-кельтская ветви. В соответствии с авторской схемой, распространения индоевропейских языков, носители протоармянского языка не мигрировали, оставшись в области своего генезиса. При этом с Южного Кавказа сначала на запад распространились предки анатолийских, греческого и албанского языков.
Глоттохронологические датировки группы П. Хеггарти подвеглись критике учёными Московской и Копенгагенской лингвистических школ за чрезмерное удревнение распада праиндоевропейского языка, которое противоречит методу лингвистической палеонтологии. Например, авторы обеих рецензий отмечают, что для праиндоевропейского языка надёжно реконструируется лексика, связанная с лошадьми, колесом и другими составляющими повозки. Самые ранние археологические находки колёс и повозок датируются IV тысячелетием до н. э., что полностью противоречит древности датировок Хеггарти.

### Миграционная (балканская) гипотеза
Ряд древнегреческих авторов считали армян переселенцами из народа фригийцев, замечали, что и в языке «много фригийского». Самих фригийцев греки считали ближайшим к себе народом. Например, в своём диалоге «Кратил» Платон приписывает своему учителю Сократу утверждение, что греческие слова — в частности, «огонь», «собака» и др. — пришли из фригийского языка, так как произносятся на этом языке почти так же.
Грабар имеет и фонетические параллели с фрако-фригийскими языками:
- переход *р, *t в /h/ и ноль (через промежуточное состояние *f, *θ)[21][22];
- древнеармянский — *ɡʷʰ переходит в *g, затем в /ǰ/ (ջ), фрако-фригийское *ɡʷʰ > /g/: фракийское genton «кусок мясa», ср. арм. ջնեմ «ударяю» (ср. хетт. kwen- «ударять»), фракийское и фригийское germ- в топонимике[23] ср. древнеармянское ջերմ «горячий» (из *germ-).

И. М. Дьяконов считал, что этногенез армян представлял собой смешение хурритов, урартов, лувийцев и мушков. Он полагал, что после прибытия протоармян на свою историческую территорию их язык подвергся массивному влиянию тех языков, которые он заместил. Так например, по мнению И. М. Дьяконова, армянская фонология в значительной мере подверглась влиянию урартского, что предполагает длительный период двуязычия, а самоназвание армян hay происходит от топонима Хатти. Вместе с тем лингвист В. В. Иванов в статье 1983 года отмечает «полную ошибочность всех построений» И. М. Дьяконовa относительно происхождения этнонима hay и других вопросов этногенеза армян и поддерживает правильность выводов Г. А. Капанцяна. В более поздней работе В. В. Иванов пишет, что этимология Дьяконова по историко-фонологическим причинам «представляется менее убедительной» по сравнению с выведением этнонима из названия страны Хайаса, локализуемой хеттскими источниками XIV—XIII веков до н. э. в северо-восточной Анатолии. Вопрос о связи языка жителей этой страны с протоармянским неясен «ввиду скудости языковых свидетельств».
По мнению некоторых лингвистов, утверждения о близости фригийского к фракийскому и армянскому не находят подтверждения в языковом материале. Кроме того, греческий (как фригийский) и армянский, в соответствии с фонетическим делением сатем-кентум, относятся к разным ветвям индоевропейского языка. Греческий и фригийский — к западной (кентум), армянский — к восточной (сатем). Современные генетические исследования доказывают, что этногенез армян завершился задолго до 1200 г. до н. э., когда произошло падение цивилизаций бронзового века в Восточном Средиземноморье, а именно — между 2000 и 3000 гг. до н. э., во время одомашнивания лошади, появления колесниц и роста развитых цивилизаций на Ближнем Востоке. К сегодняшнему времени армянский язык занимает по сути изолированное положение в индоевропейской семье. Его материалы весьма ценны для выяснения генезиса и дальнейшего выделения диалектов, давних фонетических явлений и т. п. В этом отношении примечательны развёрнутые и длительные лингвистические обсуждения, посвящённые вопросу происхождения армянского языка и отдельных его явлений, на страницах журнала «Вопросы языкознания».

### Степная гипотеза

Миграции степного населения в бронзовом веке, связанные с распространением индоевропейских языков

По данным палеогенетических исследований, в бронзовом веке у популяций Армении появляется генетический компонент восточноевропейских охотников-собирателей, который отсутствовал у носителей предшествующей куро-араксской культуры. Это свидетельствует о миграции степного населения ямной культуры в Закавказье в среднем бронзовом веке. По данным археологии, степные миграции привели к появлению в Закавказье курганного обряда захоронения, колёсных повозок и скотоводческого образа жизни. Среди причин миграций могла быть засуха 4200 лет назад, сделавшая Черноморско-Каспийскую степь непригодной для скотоводства.
В конечном итоге сложилась марткопи-беденская (раннекурганная) археологическая культура (вторая половина 3-го тысячелетия до н. э.), которую сменила триалети-ванадзорская (XX—XV века до н. э.), а её — лчашен-мецаморская культура (XV—VIII века до н. э.), которая отождествляется с племенной конфедерацией Этиуни. Переход части местного населения Закавказья с хуррито-урартских языков на поздне-индоевропейский язык этой степной группы мог в итоге привести к возникновению протоармянского языка. Такой же степной генетический компонент обнаружен у протогреков Микенской цивилизации, что может объяснять ряд общих черт, связывающих армянский язык с греческим. В результатом этой миграции степная гаплогруппа R1b-Z2103 занимает около 27 % отцовских гаплогрупп современных армян.

## Генетические связи
Армянский язык образует в индоевропейской языковой семье отдельную ветвь, хотя ряд особенностей объединяет его с древнегреческим и индоиранскими языками. Причина возникновения этих общих черт остаётся предметом дискуссий — они могут быть как следствием генетического родства, так и результатом праязыковых контактов в рамках одного ареала.
Армянский и греческий языки объединяет ряд структурных и лексических изоглосс. В частности, в армянском языке, как и в греческом, индоевропейские ларингальные согласные в начале слова представлены протетическими гласными: арм. astêgh («звезда») — др.-греч. αστηρ («звезда»). Для обоих языков характерно отсутствие начального r- в исконных словах. Имеются схожие основы, например др.-греч. γυνή родственно арм. kin «женщина».
Согласно глоттохронологичем подсчётам С. А. Старостина, армяно-греко-албанское языковое единство существовало в течение 500 лет на Балканах и распалось в середине третьего тысячелетия до н. э. К другим выводам пришли разделяющие анатолийскую гипотезу Грей и Аткинсон в исследованиях 2003 года и 2012 года. По их данным, быстро распавшийся греко-армянский язык отделился от общеиндоевропейского массива 7300 лет назад вслед за тохарским и существовал на территории Малой Азии. В соответствии с выводами П. Хеггарти с соавторами (2023), греко-армянский язык выделился из праиндоевропейского на Южном Кавказе около 8000 лет назад, с территории которого греческий распространился на запад при сохранении армянского языка в регионе происхождения. Нахлех, Варноу, Риндж и Эванс (2005), применяя дифференцированные методы установления филогении, обнаружили, что пять процедур (максимальная парсимония, максимальное подобие, попарное объединение и методика Грея и Аткинсона) скорее подтверждают существование греко-армянской подгруппы.
В последнее время греко-армянская гипотеза подвергается критике, поскольку эксклюзивные схождения этих двух праязыков считаются преувеличенными, а сама греко-армянская гипотеза оценивается как «результат инерции» в науке. Арменовед из Кембриджского университета Джеймс Клаксон, являющийся переводчиком с древнеармянского и древнегреческого языков, отвергает близкое генетическое родство греческого и армянского языка. По мнению Рональда Кима, в отличие от лексических инноваций, общих для греческого и армянского, фонологические изоглоссы, разделяемые двумя этими языками, чрезвычайно малы и имеют легко повторяемую природу. Морфологические признаки, заявленные как общие инновации, могли возникнуть самостоятельно и/или иметь параллели в других индоевропейских ветвях, тогда как особенности глагольной морфологии скорее связывают армянский язык с индоиранскими или балто-славянскими. Протоармянский язык принадлежал к диалектному континууму, охватывающему предшественников греческого, фригийского и индоиранских языков, в течение некоторого времени после распада протоиндоевропейского языка, но уже к концу 3-го тысячелетия до н. э. у него сложилось отчётливое речевое сообщество. По мнению ряда соременных лингвистов, утверждения о генетическом родстве фригийского с фракийским и армянским не находят подтверждения в языковом материале.

## Фонетика
Фонетические законы протоармянского языка разнообразны.
Передвижение индоевропейских смычных и переходная палатализация:
- p, b, bh → h, p, b;
- t, d, dh → t', t, d;
- k', g', g'h → s, ts, dz;
- kw, gw, gwh → k', k, g.

Развитие гласных:
- /u:/, /u/, /o:/ → /u/;
- /o/ → /o/ (/a/);
- /a:/, /a/ → /a/;
- /e/ → /e/ (/a/);
- /e:/, /i/, /i:/ → /i/.

Также:
- *p- в анлауте замещается на *h-[64]
- *dw- замещается на erk-
- показателен переход пра-и.е. *w- в *g- .
- k', g', g’h и kw, gw, gwh дают ս, ծ, ձ и ք, կ, գ соответственно.

Армянский язык не был сразу признан в качестве самостоятельного ответвления индоевропейского, а считался одно время просто очень необычным языком иранской группы языков. Так продолжалось до тех пор, пока Г. Хюбшман не установил его самостоятельные свойства в работе, опубликованной в 1874 г.
Праиндоевропейские глухие взрывные согласные звуки в протоармянском языке аспирированы, что является одним из доводов в пользу глоттальной теории, которая постулирует, что эта аспирация была в праиндоевропейском языке нефонологическим признаком. В армянском языке в определённом контексте эти аспирированные взрывные согласные далее ослабляются до w, h или исчезают полностью пра-и.е. *pods > арм. otkʿ, при др.-греч. πούς «нога»; пра-и.е. *treies > арм. erekʿ, при др.-греч. τρεῖς «три»).
| древнеармянский                                | Английский                                                                                          | Латынь                                            | Древнегреческий                   | Санскрит                      | Русский                                                                | Праиндоевропейский язык                                             |
| ---------------------------------------------- | --------------------------------------------------------------------------------------------------- | ------------------------------------------------- | --------------------------------- | ----------------------------- | ---------------------------------------------------------------------- | ------------------------------------------------------------------- |
| Մայր-Մոր mayř-moř «mother»                     | mother «мать» (< др.-англ. mōdor)                                                                   | māter «мать»                                      | mētēr «мать»                      | mātṛ «мать»                   | мать                                                                   | *máH₂ter- «мать»                                                    |
| Հայր-Հոր hayr-hawr " father "                  | father «отец» (< др.-англ. fæder)                                                                   | pater «отец»                                      | patēr «отец»                      | pitṛ «отец»                   |                                                                        | *pH₂tér- «отец»                                                     |
| Եղբայր eġbayr-eġbawr «brother»                 | brother «брат» (< др.-англ. brōþor)                                                                 | frāter «брат»                                     | phrātēr «брат»                    | bhrātṛ «brother»              | брат                                                                   | *bʱráH₂ter- «брат»                                                  |
| Դուստր dowstr «daughter»                       | daughter «дочь» (< др.-англ. dohtor)                                                                | futrei «дочь»                                     | thugatēr «дочь»                   | duhitṛ «дочь»                 | дочь                                                                   | *dʱugH₂-tér- «дочь»                                                 |
| Կին-Կնոջ kin-knoǰ «qween»                      | queen «королева» (< др.-англ. cwēn «королева, женщина, жена»)                                       |                                                   | gunē-gunaikos «женщина, жена»     | gnā/jani «женщина»            | жена, женщина                                                          | *gʷén-eH₂- «женщина, жена»                                          |
| Իմ im «my, mine»                               | my, mine «мой» (< др.-англ. min)                                                                    | mei «мой»                                         | emeo «мой»                        | mama «мой»                    |                                                                        | *mene- «моe»                                                        |
| Անուն anown «name»                             | name «имя» (< др.-англ. nama)                                                                       | nōmen «имя»                                       | onoma «имя»                       | nāman «имя»                   | имя                                                                    | *H₁noH₃m-n̥- «имя»                                                   |
| Ութ owt/okht' «8»                              | eight «восемь» (< др.-англ. eahta)                                                                  | octō «8»                                          | oktō «8»                          | aṣṭa «8»                      | восемь                                                                 | *H₁oḱtō(u) «8»                                                      |
| Իննը inn «9»                                   | nine «девять» (< др.-англ. nigon)                                                                   | novem «9»                                         | ennea «9»                         | nava «9»                      | девять                                                                 | *(H₁)néwn̥ «9»                                                       |
| Տաս tas «10»                                   | ten, «десять» (< др.-англ. tien < P.Gmc. *tekhan)                                                   | decem «10»                                        | deka «10»                         | daśa «10»                     | десять                                                                 | *déḱm̥ «10»                                                          |
| Աչք ačk/akn' «eye»                             | eye «око, глаз» (< др.-англ. ēge)                                                                   | oculus «око, глаз»                                | ophthalmos «око, глаз»            | akṣan «око, глаз»             | око                                                                    | *H₃okʷ- «видеть, зреть»                                             |
| Արմունկ arm-ownk «arm»                         | arm «рука, предплечие» (< др.-англ. earm «соединенные части тела ниже плеч»)                        | armus «плечо»                                     | arthron «соединение»              | īrma «рука»                   | устар. рамо ‘плечо’, ярмо                                              | *H₁ar-mo- "подходить, присоединять (то, что устанавливается вместе) |
| Ծունկ ç-ownk «knee»                            | knee «колено» (< др.-англ. cnēo)                                                                    | genū, «колено»                                    | gonu «колено»                     | jānu «колено»                 | звено                                                                  | *ǵénu- «колено»                                                     |
| Ոտք otk' «foot»                                | foot «нога» (< др.-англ. fōt)                                                                       | pedis «нога»                                      | podi «нога»                       | pāda «нога»                   | пеший                                                                  | *pod-, *ped- «нога»                                                 |
| Սիրտ sirt «heart»                              | heart «сердце» (< др.-англ. heorte)                                                                 | cor «сердце»                                      | kardia «сердце»                   | hṛdaya «сердце»               | сердце                                                                 | *ḱerd- «сердце»                                                     |
| Կաշի kaši «skin, hide»                         | hide «шкура» (< др.-англ. hȳdan «кожа животного»)                                                   | cutis «кожа»                                      | keuthō «я покрываю, я крою кожей» | kuṭīra «хижина»               | хата, хатка                                                            | *keu- «покрывать, скрывать»                                         |
| Մուկ mowk «mouse»                              | mouse «мышь» (< др.-англ. mūs)                                                                      | mūs «мышь»                                        | mus «мышь»                        | mūṣ «мышь»                    | мышь                                                                   | *muH₁s- «мышь, мелкий грызун»                                       |
| Կով kov «cow»                                  | cow «корова» (< др.-англ. cū)                                                                       | bos «скотина», bum «корова»                       | bous «корова»                     | go «корова»                   | устар. диалектн. говядо                                                | *gʷou- «корова»                                                     |
| Շուն šown «dog, hound, bitch»                  | hound «гончая собака, негодяй» (< др.-англ. hund «гончая, собака»)                                  | canis «гончая, собака» (собачье)                  | kuōn «гончая, собака»             | śvan «пес, собака»            | сука                                                                   | *ḱwon- «пес, собака»                                                |
| Տարի tari «year»                               | year «год» (< др.-англ. gēar)                                                                       | hōrnus "этого года, сеголетка, ярка               | hōra «время, год»                 | yare «год»                    | ярый, яркий                                                            | *yeH₁r- «год»                                                       |
| Ամիս amis «month»                              | month «месяц» (< др.-англ. mōnaþ)                                                                   | mēnsis «месяц»                                    | mēn «месяц, луна»                 | māsa «месяц, луна»            | месяц                                                                  | *meH₁ns- «луна, месяц»                                              |
| Ամառ amaṙ «summer»                             | summer «лето» (< др.-англ. sumor)                                                                   |                                                   |                                   | samā «время года, сезон года» |                                                                        | *sem- «горячее время года, лето»                                    |
| Ջերմ ǰerm «warm»                               | warm «тёплый» (< др.-англ. wearm)                                                                   | formus "теплый                                    | thermos «теплый»                  | gharma «жара»                 | гореть                                                                 | *gʷʰerm- «теплый»                                                   |
| Լույս lowys «light»                            | light «свет» (< др.-англ. lēoht «яркость»)                                                          | lucere, lux, lucidus «сиять, светлый, чистый»     | leukos «яркий, сияющий, белый»    | roca «сияющий»                | луч                                                                    | *leuk- «свет, яркость»                                              |
| Հուր howr «flame, fire»                        | fire «огонь» (< др.-англ. fȳr)                                                                      | pir «огонь»                                       | pur «огонь»                       | pu «огонь»                    | пламя                                                                  | *péH₂wr̥- «огонь»                                                    |
| Հեռու heṙow «far»                              | far «далёкий, дальний» (< др.-англ. feor «на большой дистанции»)                                    | per «чрез, за»                                    | pera «за»                         | paras «за»                    | пре-, пере-                                                            | *per- «через, чрез, по другую сторону, за»                          |
| helowm «I pour»                                | pour «наливать, течь» (< др.-англ. flōwan)                                                          | pluĕre «идти, о дожде»                            | plenō «я омываю, мою»             | plu «плавать»                 | плавить, плавать                                                       | *pleu- «течь, плыть»                                                |
| Ուտել owt «eat»                                | eat «есть» (< др.-англ. etan)                                                                       | edulis «съедобный»                                | edō «Я ем»                        | admi «Я ем»                   | есть                                                                   | *ed- «есть»                                                         |
| Գիտենալ git «know, knowledge, science»         | wit «ум» (< др.-англ. wit, witan «понимание, знать»)                                                | vidēre «видеть»                                   | eidenai «знать»                   | vid «знать»                   | ведать, видеть                                                         | *weid- «знать, ведать, видеть»                                      |
| Գետ get «river»                                | water «вода» (в арм. «река») (< др.-англ. wæter)                                                    | utur «вода»                                       | hudōr «вода»                      | udan «вода»                   | вода                                                                   | (*wodor, *wedor, *uder-) от *wed- «вода»                            |
| Գործ gorç "work "                              | work «работать»(< др.-англ. weorc)                                                                  | urgēre «тужиться, тянуть, водить»                 | ergon «работа»                    | varcas «действие, активность» | вершить, совершать                                                     | *werǵ- «работать»                                                   |
| Մեծ meç "great "                               | much «много»(< др.-англ. mycel "великий, большой, многий)                                           | magnus «великий»                                  | megas «великий, большой»          | mahant «великий»              |                                                                        | *meǵ- «великий»                                                     |
| Անծանոթ ançanot' «unknown»                     | unknown «неизвестный» (< др.-англ. uncnawen)                                                        | ignōtus, ignōrāntem «неизвестный, невежественный» | agnōstos «неизвестный»            | ajñāta «незнакомый»           | знать (родственник корня)                                              | *n- + *ǵneH₃- «не-» + «знать»                                       |
| Մեռած-Մորթ meṙ-aç/morť «dead, murder, killing» | murder «убийство, убитый» (< др.-англ. morþ-or)                                                     | mort-alis «mortal»                                | a-mbrot-os «бессмертный»          | mṛta «мертв»                  | мереть, умереть                                                        | *mrtro-, от (*mor-, *mr-) «умирать»                                 |
| Մեչ mēǰ «mid-,middle, inside»                  | mid-,middle «среди-, срединный, в/вo» (< др.-англ. mid, middel)                                     | med-ius «средний»                                 | mes-os «средний»                  | madhya «средний»              | межа, между                                                            | *medʱyo- от *me- «средний, срединный»                               |
| Այլ ayl «other»                                | else «другой, ещё, иначе» (< др.-англ. elles «другой, по-другому, различный»)                       | al-ius, alien-us «другой»                         | all-os «другой»                   | anya «другой»                 | диалектное лони ‘в прошлом году’                                       | *al- «за, другой»                                                   |
| Նոր nor «new»                                  | new «новый» (< др.-англ. nīwe)                                                                      | nov-us «новый»                                    | ne-os «новый»                     | nav-a «новый»                 | новый                                                                  | *néwo- «новый»                                                      |
| Դուռ dowṙ «door»                               | door «дверь» (< др.-англ. dor, duru)                                                                | fores «дверь»                                     | thura «дверь»                     | dvār «дверь»                  | дверь                                                                  | *dʱwer- «дверь, портик, ворота, врата»                              |
| Տուն town «house»                              | house«жилой дом», town «селение» (< др.-англ. timber «trees used for building material, structure») | dom-us «жилой дом»                                | dom-os «жилой дом»                | dama «жилой дом»              | дом                                                                    | *domo-, *domu- «дом»                                                |
| Բերել berri, berel «fertile, carry»            | bear «нести, брать» (< др.-англ. beran «рождать, носить»)                                           | ferre, fertilis «нести, быть плодовитой»          | pherein «носить»                  | bharati «носить»              | брать; значение, близкое к армянскому, представлено в слове беременный | *bʱer- «носить, нести, брать»                                       |
| Կարդալ cardal «to read»                        | card "карта, открытка, объявление в газете, играть в карты и.т.д "                                  | charta                                            | χάρτης «карта»                    |                               | читать                                                                 |                                                                     |

## Элементы грамматики
Для древнеармянского языка характерна глагольная приставка (аугмент) е-, служащая для образования некоторых форм прошедшего времени. Она есть также во фригийском и греческом языках. В санскрите ей закономерно соответствует аугмент а-, так же как в древнеперсидском и в ряде иных иранских языков — например, в талышском.

## Протоармянский язык в Урарту
Письменный язык, используемый политической элитой Ванского царства (Урарту), называют урартским. Вместе с тем имеются многочисленные свидетельства армянских слов в ономастике и языке Урарту. Согласно академикам Т. В. Гамкрелидзе и В. В. Иванову, урартский язык использовался исключительно в качестве письменного. Американский историк Роберт Дрюс, специализирующийся по истории бронзового века также отмечает, что языком великого королевства Биайнили был, несомненно, армянский, а носители протоармянского языка, на котором говорили на юге Кавказа в бронзовом веке, жили недалеко от носителей хурритского языка. Лингвист Пол Зиманский поддерживает выводы о том, что язык клинописных надписей использовался исключительно правительством, и что нет какого-либо подтверждения, что его использовали в устной речи.
Армянскую этимологию имеют следующие слова, встречающиеся в клинописных текстах:
- урарт. Arṣibi /arcivə/ (имя коня царя Менуа) — арм. arcui < *arciwi «орёл»
- урарт. burgana(ni) «крепость, замок, колонна(?)» — арм. burgn «башня, пирамида» (< и.-е.*bhṛg’h-/bhṛgh-)
- урарт. Arṣiani (наименование Восточного Евфрата) — арм. Aracani < *Arcaniyā (< и.-е.*H2arg’- «блестящий, белый»)[83]

П. Зимански отмечает, что цари Урарту могли иметь различную этническую принадлежность. По мнению А. Е. Петросяна, имена нескольких царей Урарту имеют индоевропейскую этимологию с армянскими и балканскими параллелями:
- Имя Aramu соответствует имени легендарного патриарха Арама, второго эпонима Армении, и отображает индоевропейское имя «чёрного» бога-громовержца *rēmo- (< *H2rHmo- < *Aramo/ā); ср. др.-инд. Рама.
- Имя Sarduri связано с именем урартской богини Sardi, которое, вероятно, происходит от арм. Զարդ (Zard). Этот антропоним образован от указанного имени богини и пра-и.е. *dōro- (Sardodōro- > Sardōrə); ср. греч. Аполлодор, Артемидор, арм. Аствацатур[88].
- Имя Argišti — кентумное отображение пра-и.е. *h₂arg’- «блестящий, белый»; ср. др.-греч. Αργηστής «белый, яркий, блестящий»; ср. др.-инд. Арджуна.

Имя царя Менуа в армянском языке предстает в форме Манаваз, Маназ. С именем Менуа связано название армянского города Манцикерт (Маназкерт).
А. Фурне, Г. Мартирсян и другие авторы утверждают о наличии не только армянской лексики, но грамматики в урартских текстах (*h₁epi).

## Урартская лексика
И. М. Дьяконов допускал, что несколько сот слов древнеармянского языка могут иметь хуррито-урартское происхождение, однако точное их число установить сложно из-за ограниченности корпуса урартской лексики. По мнению бывшего сотрудника Института истории НАН РА С. Айвазяна, из известных науке 250 урартских слов, 156 имеют параллели в армянском языке.
- ies  — «Я», от ieše — «Я»
- du — «Ты», от du — «Ты»
- ankʰ — «они», от aniku — «они»
- inkʰ  — «сам/сама», от inuki — «сам/сама»
- agarak — «хутор, поселок, поселение» от awari — «город»;
- astem — «выяснять своё происхождение» asti «женщина, жена»;
- art — «поле» от arde — «поле»;
- xndzor/khendzor — «яблоко» от hinz-ore — «яблоко»;
- kut — «зерно» от kade — «ячмень»;
- maxr — «сосна» от mahir — «пихта, можжевельник»;
- salor — «слива» от salluru — "слива;
- tarma-ǰur — «ключевая вода» от tarmani «источник»;
- xarxalel — «разрушать» от harhar-s- — «разрушать»;
- caṙ/tzar — «дерево» от tsare — «сад»;
- cov/tzov — «море» от sue — «море»;
- ułt — «верблюд» от ultu — «верблюд»;
- pelem «копать, раскапывать» от pile — «канал» ;
- san — «котелок, чайник» от sane — «котелок, чайник»;
- sur — «меч», от sure — «меч».
- avan — «обитаемое место» от ebani «обитаемое место»;
- air — «мужчина» от ari — «мужчина»;
- bar — «слово» от baw — «слово»;
- agasi — «владыка» от alasi — «владыка»;
- ail — «иной/чужой» от ali — «иной/чужой»;
- uriš — «другой» от uliše «другой»;
- legi — «злой/ужасный» от lulu — «враг»;
- vogj — «здоровье» от ulgu — «здоровье»;
- eš — «осел» от ešu — «осел»;
- nahir — «табун» от nahiru — «табун»;
- vortc «самец» от varse — «мальчик» ;
- istin — «здесь» от ishtini — «здесь»;
- havelel — «объединять» от avelit — «объединять»;
- ain — «тот» от aine — «тот»;
- ais — «этот» от aish — «этот»;
- eli «вновь» от ale — «вновь» ;
- arnum — «взять» от arushe — «взять»;
- berel — «принести», от berid — «принести».
- ap — «берег» от ap-tine «берег»;
- kashi — «кожа» от ashi — «кожа»;
- hashcnel — «успеть» от hash — «успеть»;
- atta — «отец» от atte — «отец»;
- hatel — «пересечь» от hat — «пересечь»;
- avetis — «благая весть» от aveitine «благая весть»;
- burg — «башня» от burganan — «крепость»;
- gair — «скала» от garine — «скала»;
- kharar — «мир» от harar — «мир»;
- khalol (khakgokg) «виноград» от halol — «виноград» ;
- khor — «углубление» от khor — «углубление»;
- hosk  — «течение», от hos — «течение»
- himk — «основание», от himn — «основание»
- ka — «есть», от ka — «есть»
- kakh — «отрывать», от kal — «отрывать»
- ket — «точка» от ket — «точка»;
- lakucel — «скрывать» laku «скрывать»;
- mna — «оставаться» от mana — «оставаться»;
- masn — «частица» от mashn — «частица»;
- mi — частица «не» от mi — частица «не»;
- amur — «прочный» от mur — «прочный»;
- hmut — «знающий» от mut — "знающий;
- na ev — «в том числе» от na «в том числе»;
- nakh — частица «прежде» от nakh — частица «прежде»;
- pakh/vakh — «страх» от pakhi — «страх»;
- pater — «стены» от patar — «укрепленное стенами поселение»;
- ptur — «ломать» от pite — «ломать»;
- kamurg «мост» от kawurg — «мост» ;
- kin/kana — «жена» от kin — «жена»;
- kar — «камень», от kar — «камень».
- erkir — «страна» от kir «страна»;
- porel — «копать/углублять» от porush — «копать/углублять».

Ж. Симон и Р. Т. Нильсен отмечают, что большинство ранее предлагавшихся урартских этимологий для слов армянского языка являются проблематичными по формально-фонетическим причинам. Число армянских слов, урартское происхождение которых не вызывает сомнений, не превышает десятка:
- aƚaxin «служанка» ← *allaḫḫinni (возможно, из хурритского)
- pełem «рыть» ← pili «канал»
- pcoxem «обменять» ← puḫ-
- san «горшок» ← šani
- xałoł «виноград» ← ḫaluli
- xarxarem «уничтожить» ← ḫarḫarš-